# Роброн

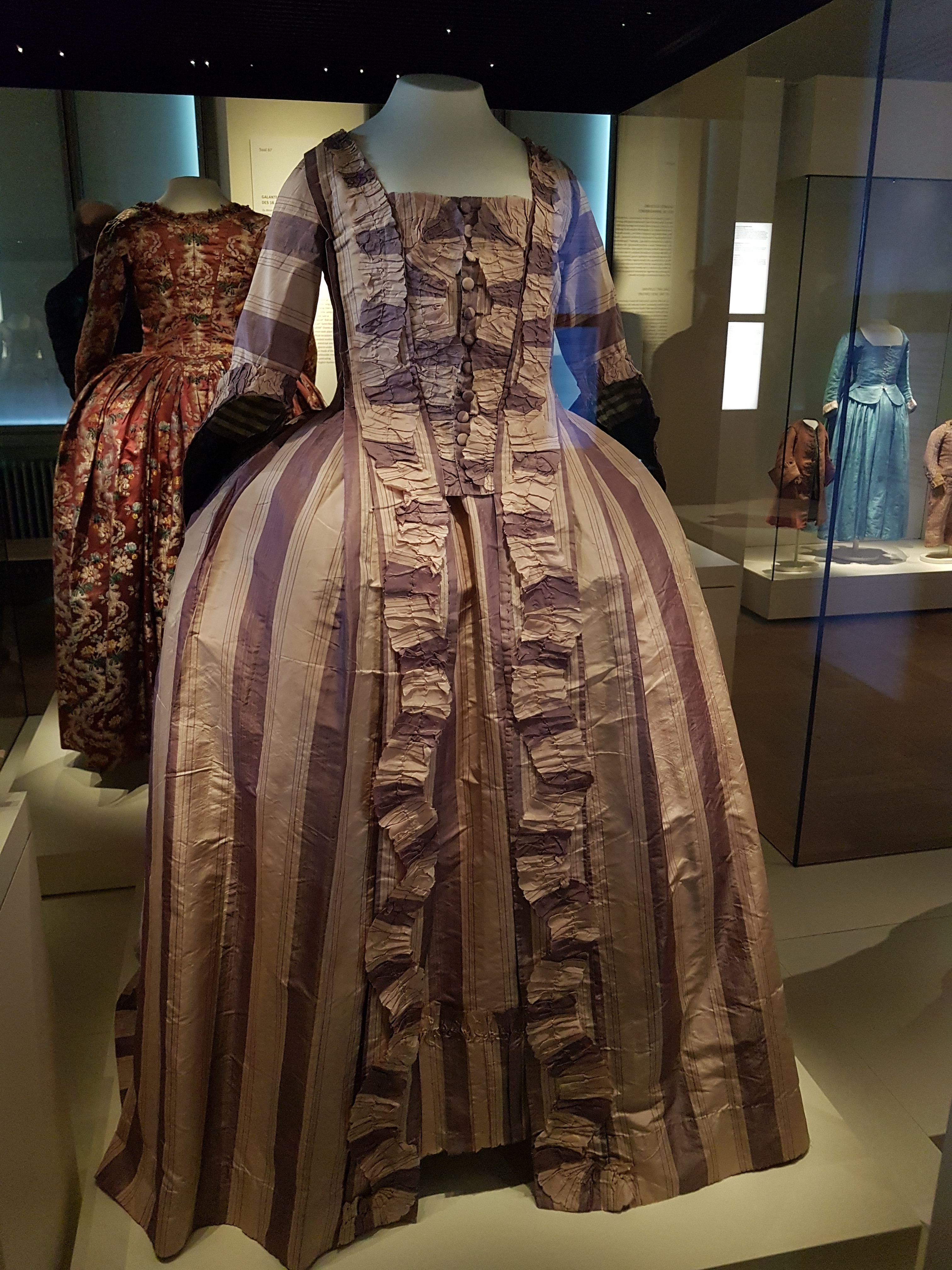
Французское платье середины XVIII века. Баварский национальный музей

Робро́н (робро́нд, ро́ба, круглое платье, от фр. roberonde — «круглое платье») — европейское женское платье XVIII века с очень широкой колоколообразной юбкой. В Россию роброн пришёл из Франции, где в то время модные тенденции устанавливала «министр моды» и приближённая королевы Марии-Антуанетты Роза Бертен.
Роброны шили с фижмами из прочных тканей: парчи, бархата, штофа, атласа, люстрина, гродетура, однотонных или узорчатых шелков. Издание «Литературный листок» в 1824 году сообщало, что в старину в гардеробе богатой дамы было четыре-пять робронов, которым, по прочности их, износу не было. Женская мода XVIII века не отличалась разнообразием силуэтов, индивидуальность платьям одного и того же покроя придавали за счёт отделки кружевом, лентами, оборками и цветами. Из-за высокой цены наряда и труднодоступности нового материала роброны часто перешивали под новые требования моды. Платья стали круглыми в плане к середине XVIII века, окончательно исчезли из обихода к началу XIX века с победой стиля ампир, но названия «роброн» и «круглое платье» не забылись и в первой трети XIX века, став атрибутом ушедших времён и упоминаются в таком контексте в «Капитанской дочке» А. С. Пушкина, «Затишье» И. С. Тургенева и «Войне и мире» Л. Н. Толстого.